# Concierto para violín en mi mayor, BWV 1042
El Concierto para violín en mi mayor, BWV 1042 es una obra compuesta por Johann Sebastian Bach. 

## Estructura y análisis
Este concierto para violín se basa en el modelo de concierto veneciano de tres movimientos, aunque con algunas características inusuales ya que cada movimiento tiene «características no italianas». La partitura es para violín, cuerdas y bajo continuo en los siguientes movimientos:
1. Allegro, con métrica de ,[2] en forma de ritornello.
2. Adagio, con métrica de 3
4, con un ostinato.
3. Allegro assai, con métrica de 3
8, con una estructura general de rondó.

Si bien hay dos partituras del siglo XVIII, ninguna está autografiado. Sin embargo, Bach reutilizó el concierto como modelo para su Concierto para clavecín en re mayor, BWV 1054, encontrado en su manuscrito autografiado de 1737–1739 de estas obras. Se cree que el concierto lo escribió cuando trabajaba para la corte de Köthen o cuando Bach estaba en Leipzig.